# 72-я морская стрелковая бригада
72-я морская стрелковая бригада — воинское соединение Вооружённых сил СССР в Великой Отечественной войне.

## История
Бригада формировалась как 72 стрелковая бригада, в период с 01.11.1941 г. по 06.12.1941 г. в Сибирском Военном округе. Место дислокации при формировании; станции Каргат, Чулым, Иткуль. Бригада формировалась из моряков Тихоокеанского флота, призывников и выписанных из госпиталей. В бригаду также были направлены 25 выпускников Каспийского высшего военно-морского командного училища. Изначально бригада была сформирована как 72-я стрелковая бригада.
В действующей армии с 27.12.1941 по 06.02.1942 как 72-я стрелковая бригада, с 06.02.1942 по 15.11.1944 года как 72-я отдельная морская стрелковая бригада, и как 72-я горнострелковая бригада с 14.02.1945 по 11.05.1945 и с 27.08.1945 по 03.09.1945 года.

## Боевой путь
По окончании формирования через Мурманск была направлена на Кольский полуостров, в район между полуостровом Средний и Онежским озером. 27.12.1941 года зачислена в состав 14 армии Карельского фронта. Приказом войскам Карельского фронта № 037 от 06.02.1942 года — 72 отдельная стрелковая бригада преобразована в 72 морскую стрелковую бригаду. Заняла позиции по реке Западная Лица на 44-м километре, держала там оборону вплоть до 1944 года. В апреле-мае 1942 года участвовала в неудачном наступлении на оборону врага на рубеже реки. В 1943 году немного передислоцирована, заняла позиции на сопке Бабуринская.
С 07.10.1944 года участвует в Петсамо-Киркенесской операции, участвует в освобождении Печенги. Совершив обходной манёвр, 10.10.1944 года перерезала дорогу Петсамо — Салмиярви западнее Луоярви, отбила десятки атак врага, затем 13.10.1944 перерезала дорогу Петсамо-Тарнет, закрыв пути отхода из Петсамо на запад, затем поддерживала наступление на Никель. 27.10.1944 года очистила от врага город Нейден.
В январе 1945 года бригада переформирована в горнострелковую.
В феврале 1945 года переброшена в Чехословакию, где с 24.03.1945 участвует в Моравско-Остравской наступательной операции, начав наступление в районе Зорау, с боями прошла более 40 километров, форсировала Одер, захватила плацдарм на другом берегу, 30.04.1945 года вошла в Остраву.
Закончила войну участием в Пражской операции. Последний бой в боях на западе приняла 12.05.1945 года с немецкими частями, прорывавшимися на запад.
В августе 1945 передислоцирована на Дальний Восток, в состав 1-го Дальневосточного фронта. Затем передислоцирована на Чукотку, в посёлок Провидения.
В посёлке Провидения была в составе 126-го лёгкого горнострелкового корпуса. После расформирования в 1953 году 14-й десантной армии дислоцировалась в посёлке Урелики. С 1960 года бригада переименована в отдельный мотострелковый батальон с сохранением знамени 72-й бригады. В 1986 году на базе батальона сформирован 1323-й кадрированный мотострелковый полк 99-й мсд, а знамя бригады отправили в Музей Вооружённых Сил в Москву.

## Полное название
- 72-я стрелковая бригада
- 72 отдельная стрелковая бригада преобразована в 72 морскую стрелковую бригаду. (Приказ войскам Карельского Фронта № 037 от 6.2.1942 года)
- 72-я горнострелковая Краснознамённая ордена Красной звезды бригада

## Подчинение
| Дата            | Фронт (округ)             | Армия      | Корпус (группа)                     | Примечания |
| --------------- | ------------------------- | ---------- | ----------------------------------- | ---------- |
| 01.03.1943 года | Карельский фронт          | 14-я армия |                                     |            |
| 01.04.1943 года | Карельский фронт          | 14-я армия |                                     |            |
| 01.05.1943 года | Карельский фронт          | 14-я армия |                                     |            |
| 01.06.1943 года | Карельский фронт          | 14-я армия |                                     |            |
| 01.07.1943 года | Карельский фронт          | 14-я армия |                                     |            |
| 01.08.1943 года | Карельский фронт          | 14-я армия |                                     |            |
| 01.09.1943 года | Карельский фронт          | 14-я армия |                                     |            |
| 01.10.1943 года | Карельский фронт          | 14-я армия |                                     |            |
| 01.11.1943 года | Карельский фронт          | 14-я армия |                                     |            |
| 01.12.1943 года | Карельский фронт          | 14-я армия |                                     |            |
| 01.01.1944 года | Карельский фронт          | 14-я армия |                                     |            |
| 01.02.1944 года | Карельский фронт          | 14-я армия |                                     |            |
| 01.03.1944 года | Карельский фронт          | 14-я армия |                                     |            |
| 01.04.1944 года | Карельский фронт          | 14-я армия | 126-й лёгкий горнострелковый корпус |            |
| 01.05.1944 года | Карельский фронт          | 14-я армия | 126-й лёгкий горнострелковый корпус |            |
| 01.06.1944 года | Карельский фронт          | 14-я армия | 126-й лёгкий горнострелковый корпус | -          |
| 01.07.1944 года | Карельский фронт          | 14-я армия | 126-й лёгкий горнострелковый корпус |            |
| 01.08.1944 года | Карельский фронт          | 14-я армия | 126-й лёгкий горнострелковый корпус |            |
| 01.09.1944 года | Карельский фронт          | 14-я армия | 126-й лёгкий горнострелковый корпус |            |
| 01.10.1944 года | Карельский фронт          | 14-я армия | 126-й лёгкий горнострелковый корпус |            |
| 01.11.1944 года | Карельский фронт          | 14-я армия | 126-й лёгкий горнострелковый корпус |            |
| 01.12.1944 года | Резерв Ставки ВГК         | 19-я армия | 127-й лёгкий горнострелковый корпус |            |
| 01.01.1945 года | Резерв Ставки ВГК         | 19-я армия | 127-й лёгкий горнострелковый корпус |            |
| 01.02.1945 года | Резерв Ставки ВГК         | 19-я армия | 126-й лёгкий горнострелковый корпус |            |
| 01.03.1945 года | 4-й Украинский фронт      | -          | 127-й лёгкий горнострелковый корпус |            |
| 01.04.1945 года | 4-й Украинский фронт      | 38-я армия | 126-й лёгкий горнострелковый корпус |            |
| 01.05.1945 года | 4-й Украинский фронт      | 38-я армия | 126-й лёгкий горнострелковый корпус |            |
| 01.06.1945 года | Резерв Ставки ВГК         | -          | 126-й лёгкий горнострелковый корпус |            |
| 01.07.1945 года | Резерв Ставки ВГК         | -          | 126-й лёгкий горнострелковый корпус |            |
| 01.08.1945 года | Резерв Ставки ВГК         | -          | 126-й лёгкий горнострелковый корпус |            |
| 09.08.1945 года | Резерв Ставки ВГК         | -          | 126-й лёгкий горнострелковый корпус |            |
| 03.09.1945 года | 1-й Дальневосточный фронт | -          | 126-й лёгкий горнострелковый корпус |            |

## Состав
- управление бригады
- 1 отд. стрелковый батальон
- 2 отд. стр. батальон
- 3 отд. стр. батальон
- отд. арт. дивизион 76 ор
- отд. мин. дивизион 120 м/м
- отд. арт дивизион 45 м/м ор
- отд. миномётный батальон
- отд. миномётная батарея
- отд. взвод ПВО
- отд. рота разведчиков
- отд. авторота подвоза
- отд. батальон связи
- отд. рота автоматчиков
- отд. рота сапёр
- отд. медико-санитарная рота
- отд. взвод ОО НКВД

## Командиры
- Моложаев, Василий Николаевич (10.11.1941 — 04.04.1943), полковник;
- Шаров, Андрей Фёдорович (04.04.1943 — 1943), подполковник;
- Амвросов, Иван Прокопьевич (1943—1945), полковник;
- Дьяченко, Михаил Иванович (29.03.1945-1945), подполковник;
- Смоляк, Иосиф Степанович (1945 — 09.04.1945), полковник;
- Митоян, Баграт Саркисович (18.04.1945 — июль 1946), полковник;
- Горичев, Алексей Дмитриевич (ноябрь 1947 — июнь 1948), полковник.

## Награды и наименования
| Награда (наименование) | Дата                                       | За что получена |
| ---------------------- | ------------------------------------------ | --- |
| Орден Красного Знамени | Указ Президиума ВС СССР от 31.10.1944 года | За образцовое выполнение заданий командования в боях с немецкими захватчиками, за овладение городом Петсамо (Печенга) и проявленные при этом доблесть и мужество. |
| Орден Красной Звезды   | Указ Президиума ВС СССР от 04.06.1945 года | За участие в Моравско-Остравской операции |

## Отличившиеся воины бригады
| Награда | Ф.И.О.                     | Должность        | Звание    | Дата награждения | Примечания          |
| ------- | -------------------------- | ---------------- | --------- | ---------------- | ------------------- |
|         | Амвросов, Иван Прокопьевич | Командир бригады | полковник | 23.05.1945       | награждён посмертно |

## Память
- На основании Приказа войскам СИБВО № 0074 о формировании бригады, приказом войскам 14 армии карельского фронта установлен день празднования годовщины бригады — 9 ноября.
- Обелиск в Мурманской области